# 野村麻純
野村 麻純（のむら ますみ、1990年10月10日 - ）は、日本の女優である。鹿児島県出身、フラーム所属。本名非公開。

## 略歴
短大在学中にオーディションを受け合格。フラームと契約を結び2011年にデビュー。デビュー2作目『11人もいる！』では金髪の鈴木ソアラ役を演じ注目を浴びる。以降テレビドラマを中心に活躍。2016年NHK連続テレビ小説『とと姉ちゃん』で朝ドラ初出演。
2022年10月、沢村一樹のインスタグラムにて野村とのツーショット写真が公開され、沢村の姪であることが明かされた。
2023年より地元鹿児島で南日本銀行のCMキャラクターを鹿児島弁で務めている。2024年、『光る君へ』に主人公まひろ（吉高由里子）の親友・さわ役で、大河ドラマ初出演。

## 人物
趣味は読書・芸術鑑賞・散歩。読書量は女優の中でもトップクラスで、韓国文学も好む。オフィシャルブログ（通称ノムブロ）でたびたび読書備忘録を記している。食育インストラクターの資格を持つ。

## 出演

### テレビドラマ
- 華和家の四姉妹（2011年7月10日 - 9月18日、TBS） - 峯岸亜紀 役
- 11人もいる!（2011年10月21日 - 12月16日、テレビ朝日） - 鈴木ソアラ 役
- 家で死ぬということ（2012年2月25日、NHK名古屋） - 川上幸恵 役
- リッチマン、プアウーマン（2012年7月9日 - 9月17日、フジテレビ） - 小野遙香 役
- TOKYOエアポート〜東京空港管制保安部〜（2012年10月14日 - 12月23日、フジテレビ） - 流川ユキ 役
- チープ・フライト（2013年3月1日、日本テレビ） - 山本千鶴 役
  - もうひとつのチープフライト（2013年2月26日 - 28日）
- お天気お姉さん（2013年4月12日 - 6月7日、テレビ朝日） - 土屋みどり 役
- たべものがたり 彼女のこんだて帖 第7話 - 第8話（2013年4月28日 - 5月5日、NHK BSプレミアム） - 増淵依子 役
- 真夜中のパン屋さん 第5話 - 第6・最終話（2013年5月26日 - 6月2日・16日、NHK BSプレミアム） - 由井綾乃 / 由井佳乃 役[注 2]
- 花の鎖（2013年9月17日、フジテレビ） - 倉田遥 役
- 抱きしめたい! Forever（2013年10月1日、フジテレビ） - 津山ひとみ 役
- 49（2013年10月5日 - 12月28日、日本テレビ） - 加賀美裕子 役[8]
- おふこうさん（2014年1月7日 - 2月25日、NHK BSプレミアム） - 千倉咲子 役
- 慰謝料弁護士〜あなたの涙、お金に変えましょう〜 第1・11話 - 第12話（2014年1月9日・3月20日 - 27日、読売テレビ） - 相川（倉沢）詩織 役
- プラトニック（2014年5月25日 - 7月13日、NHK BSプレミアム） - 都築美和 役
- 匿名探偵 第6話（2014年8月15日、テレビ朝日） - 安藤まみ 役
- 昨夜のカレー、明日のパン 第2話（2014年10月12日、NHK BSプレミアム） - 黒河内純子 役
- 世にも奇妙な物語 '14秋の特別編「走る取的」（2014年10月18日、フジテレビ） - ホステス 役
- お兄ちゃん、ガチャ（2015年1月10日 - 3月28日、日本テレビ） - 雫石リコ 役
- クロハ〜機捜の女性捜査官〜（2015年2月22日、テレビ朝日） - 原誠子 役[9]
- 結婚に一番近くて遠い女（2015年3月6日、日本テレビ） - 冒頭部の新婦 役
- PANIC IN 第9話（2015年6月12日、BSスカパー!）
- ある日、アヒルバス（2015年7月5日 - 8月23日、NHK BSプレミアム） - 高松秀子 役
- わたしをみつけて（2015年11月24日 - 12月15日、NHK） - 関美千代 役
- 連続テレビ小説（NHK）
  - とと姉ちゃん（2016年） - 諸橋道子 役
- ドクターカー 第8話（2016年6月2日、読売テレビ） - 悠木茉莉恵 役
- 嘘の戦争（2017年1月10日 - 3月14日、関西テレビ） - 四谷果歩 役[10]
- やすらぎの郷 第1、2、126話（2017年4月3日 - 9月22日、テレビ朝日） - 玉子 役
- 脳にスマホが埋められた!（2017年7月6日 - 9月14日、日本テレビ） - 蜂谷薫 役
- トットちゃん!（2017年10月2日 - 12月、テレビ朝日） - 赤田市子 役
- 透明なゆりかご（2018年7月 - 9月、NHK総合） - 川井郁美 役
- ブラックスキャンダル（2018年10月4日 - 12月6日、読売テレビ） - 田澤真樹 役[11]
- 38歳バツイチ独身女がマッチングアプリをやってみた結果日記（2020年11月19日 - 12月24日、テレビ東京） - まみ 役[12]
- 書けないッ!?〜脚本家 吉丸圭佑の筋書きのない生活〜（2021年1月16日 - 3月13日、テレビ朝日） - 秦野ゆかり 役[13]
- 遺留捜査 第6シーズン 第9話（2021年3月11日、テレビ朝日） - 並木優香 役[14]
- 警視庁・捜査一課長 season5 第1話（2021年4月8日、テレビ朝日） - 田中鈴 役
- 泣くな研修医 第7話（2021年6月5日、テレビ朝日） - 山下静子 役[15]
- ムチャブリ! わたしが社長になるなんて　第3話 (2022年1月26日、日本テレビ) - アヤカ 役
- 駐在刑事 Season3 第5話（2022年2月11日、テレビ東京） - 河瀬明日香 役
- 愛しい嘘〜優しい闇〜 第6話（2022年2月18日、テレビ朝日）- 麻衣 役
- 競争の番人 第1話・第2話（2022年7月11日・18日、フジテレビ）- 石田七瀬 役
- リズスタ -Top of Artists!-第32話（2022年11月13日、テレビ東京） - 影山ヒカル 役[16]
- PICU 小児集中治療室 第6話 - 最終話（2022年11月14日 - 12月19日、フジテレビ） - 小松真美子 役[17]
- 合理的にあり得ない 〜探偵・上水流涼子の解明〜 第6話（2023年5月22日、関西テレビ・フジテレビ） - 野崎多香子 役
- ウソ婚 第1話・第3話（2023年7月11日・25日、関西テレビ・フジテレビ） - 美咲 役[18]
- こっち向いてよ向井くん 第4話・第5話（2023年8月2日・9日、日本テレビ） - 杉亮子 役
- 家政夫のミタゾノ 第6シリーズ 第2話（2023年10月17日、テレビ朝日） - 不破倫子 役[19][20]
- うちの弁護士は手がかかる 第3話（2023年10月27日、フジテレビ） - 樋口明乃 役 [21]
- 自転しながら公転する（2023年12月14日・21日・28日、読売テレビ・日本テレビ） - 柏崎絵里 役[22]
- 推しを召し上がれ〜広報ガールのまろやかな日々〜 第3話 - 最終話（2024年1月25日 - 3月14日、テレビ東京） - 足祐幸来 役[23]
- 大河ドラマ 光る君へ 第12回 - 第18回（2024年3月24日 - 5月5日、NHK） - さわ 役[24]
- ダブルチート 偽りの警官 Season1 第1話・第6話（2024年4月26日・5月31日、テレビ東京） - 須永典子 役[25]
- Re:リベンジ-欲望の果てに- 第9話（2024年6月6日、フジテレビ） - 若林里奈 役
- 未来の私にブッかまされる!?（2024年10月7日 - 11月28日 、NHK総合） - 姫 役[26]
- 離婚弁護士 スパイダー〜慰謝料争奪編〜 第6話（2024年11月9日、日本テレビ） - 朝倉唯 役[27]
- ダメマネ! -ダメなタレント、マネジメントします- 第1話（2025年4月20日、日本テレビ） - 赤井凛 役[28]
- PJ 〜航空救難団〜（2025年4月24日 - 6月19日、テレビ朝日） - 森野明里 役[29]
- 僕達はまだその星の校則を知らない 第3話 - （2025年7月28日 - 、関西テレビ・フジテレビ） - 白鳥由奈 役[30]

### ラジオドラマ
- FMシアター　RED もしくは天文館の火星人（2012年2月11日、NHK-FM）[31][注 3]

### 配信ドラマ
- 敷島★珈琲 バリスタはまた見た!? 第2 - 7話（2012年11月20日、YouTube） - 流川ユキ 役
- 25歳イマドキ独身女がマッチングアプリをやってみた結果日記（2020年12月24日 - 31日、Paravi） - 主演・まみ 役[32]
- パンドラの果実〜科学犯罪捜査ファイル〜 Season3 第1話（2024年6月16日、Hulu） - 茂木優紀 役
- 『てのひらラブストーリー ～婚活五重奏～』「焼き鳥、串から外すか？ 外さないか？」（2024年9月30日・10月7日、YouTube） - 悦代 役[33]

### 映画
- 営業100万回（2012年、テレビ東京 / 吉本興業） - 木下のぞみ 役[注 4][34]
- ペタル ダンス（2013年4月20日、ビターズ・エンド）
- 海街diary（2015年6月13日、東宝） - 看護師 役[10]
- 闇金ウシジマくん Part3（2016年9月22日）[10]
- 空白（2021年9月23日）中山楓 役[2]
- 心のありか（2023年12月15日） - 萌美 役[35]

### 舞台
- 問題のない私たち（2013年8月21日 - 25日、テアトルBONBON） - 主演・笹岡澪 役[注 5][36]

### 紀行番組
- フランス人がときめいた日本の美術館（2018年9月 - 2019年、BS11） - 旅人（6人による週替わり）

### MV
- GReeeeN 「愛し君へ」（2013年8月21日） - 糸石君江（若年期） / 愛川みどり 役[注 2][注 6][37]

### CM
- TOSHIBA FlashAir（2014年3月 - ）
- AGFギフト「日本ギフト大賞2016お中元」（2016年6月 - ）[10]
- ミツカン　味ぽん「してやったり篇」（2019年6月 - ）
- ドクターショール「足裏スクラブソープ」（2020年4月 - ）
- 日産「デイズ」（2021年9月 - ）
- 中国電力（2022年1月 - ）
- アメリカン・エキスプレス（2022年4月 - ）
- スマイルゼミ（2022年11月 - ）
- 南日本銀行（2023年3月 - ）[38]

### WEB写真集
- As Is Nomura Masumi（2016年11月29日 - 配信開始　撮影：丸谷嘉長） - WEB限定写真集[39]